# Salgir
Salgir (ruski: Салгир, krimskotatarski: Salğır) je najduža rijeka na Krimu duga 232 km.

## Geografske karakteristike
Rijeka nastaje spajanjem potoka Angari i Kizel-Koba na obroncima masiva Čatir-Dag, na nadmorskoj visini od 388 metara. Čatir-Dag je dio Krimskih planina koji se nalazi nešto južnije od Simferopolja.
Rijeka je kod Simferopolja pregrađena brana, pa se tu nalazi veliko umjetno jezero koje služi za osiguravanje pitke vode, velikim gradovima Krima u ljetnim mjesecima. S centralnog platoa, rijeka teče prema sjeveroistoku do svog ušća u močvarne lagune - Sivaš u Azovskom moru.

## Vanjske poveznice
- Реки na portalu Гидрография естественно-исторических районов Советского Союза (rus.)